# El Triunfo (Ekwador)
El Triunfo – miasto w Ekwadorze, w prowincji Guayas, stolica kantonu El Triunfo.
Miejscowość została założona w 1969 roku. W mieście znajduje się węzeł drogowy E40 i E47.